# Château de Binans
Le château de Binans est situé sur la commune française de Publy dans le département du Jura en région Bourgogne-Franche-Comté.

## Historique
Perchées à 634 m d'altitude, au sommet d’une montagne de la Côte de l'Heute, les ruines du château dominant la vallée de l’Ain et les premiers plateaux des basses chaînes du Jura, sont situées sur la commune de Publy en surplomb du hameau de Binans.
Le 1er seigneur connu de ces terres est Roland de Binans issu de la  famille de Coligny vivant en 1147. 
La seigneurie de Binans (Bynan, Bignant ou Binant) qualifiée de baronnie, comprenait à l’origine le château et la ville de ce nom, ainsi que les bourgs de Blye, Nogna, Poitte,  Verges, Publy, et Briod.
La date de l’édification de la place forte n’est pas connue exactement (XIIe siècle ?). Elle était défendue de murs et tours, puis de fossés creusés dans le roc vif avec accès par pont-levis. Le donjon de forme carrée était imposant. Une chapelle dédiée à Notre Dame et à saint Jean-Baptiste occupait le premier étage d’une des tours. Une citerne circulaire recevait l’eau des toits du château. 
Durant le siège de Lons-le-Saunier en 1637, les habitants de Conliège sont venus se réfugier dans le château.  
La forteresse fut démantelée en 1668 par ordre de Louis XIV, mais le célèbre capitaine Claude Prost dit Lacuzon put en occuper les ruines, en 1671, avant de se replier sur les châteaux de Saint-Laurent et Montaigu. 

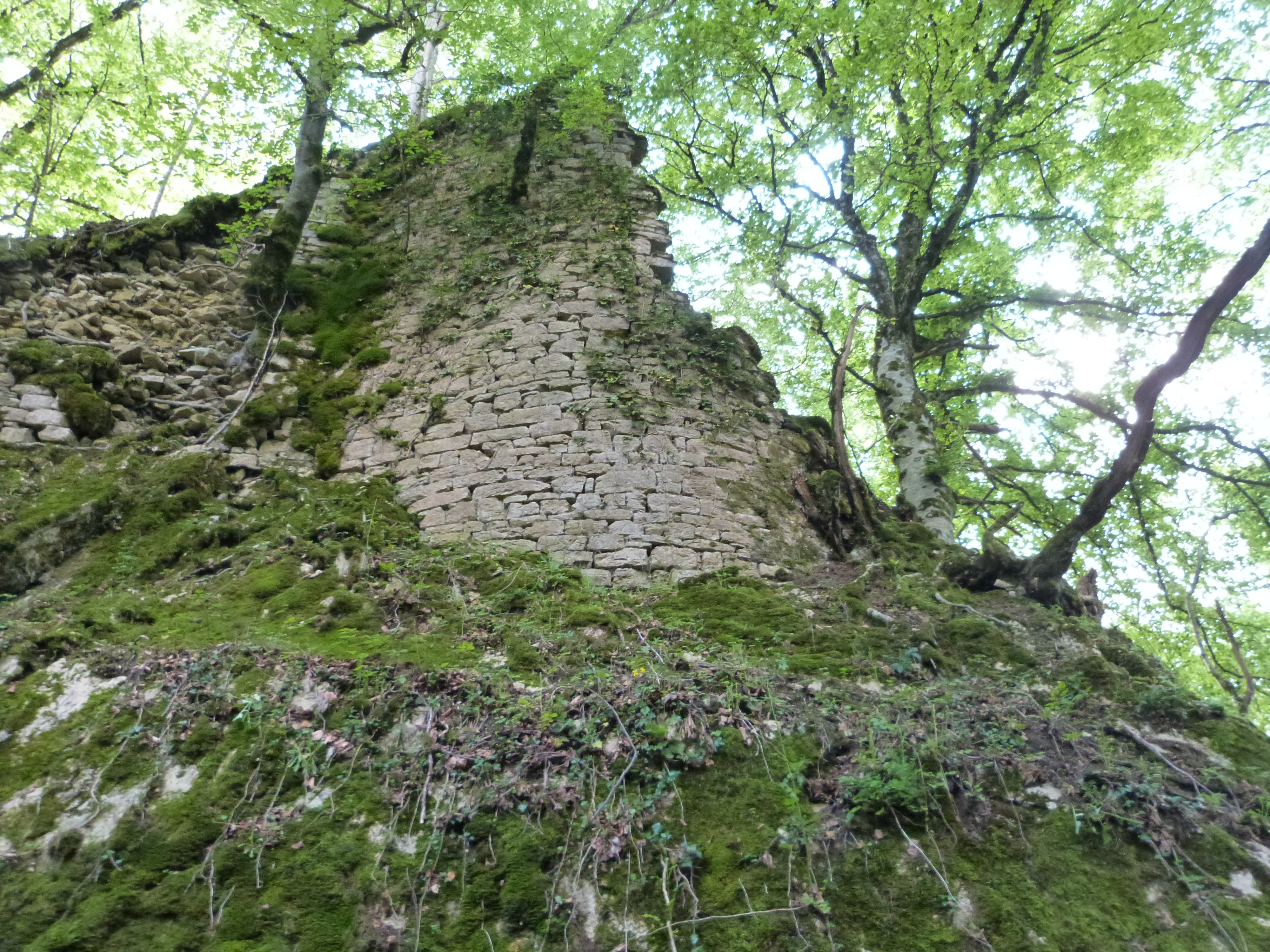
Ruines du Château de Binans
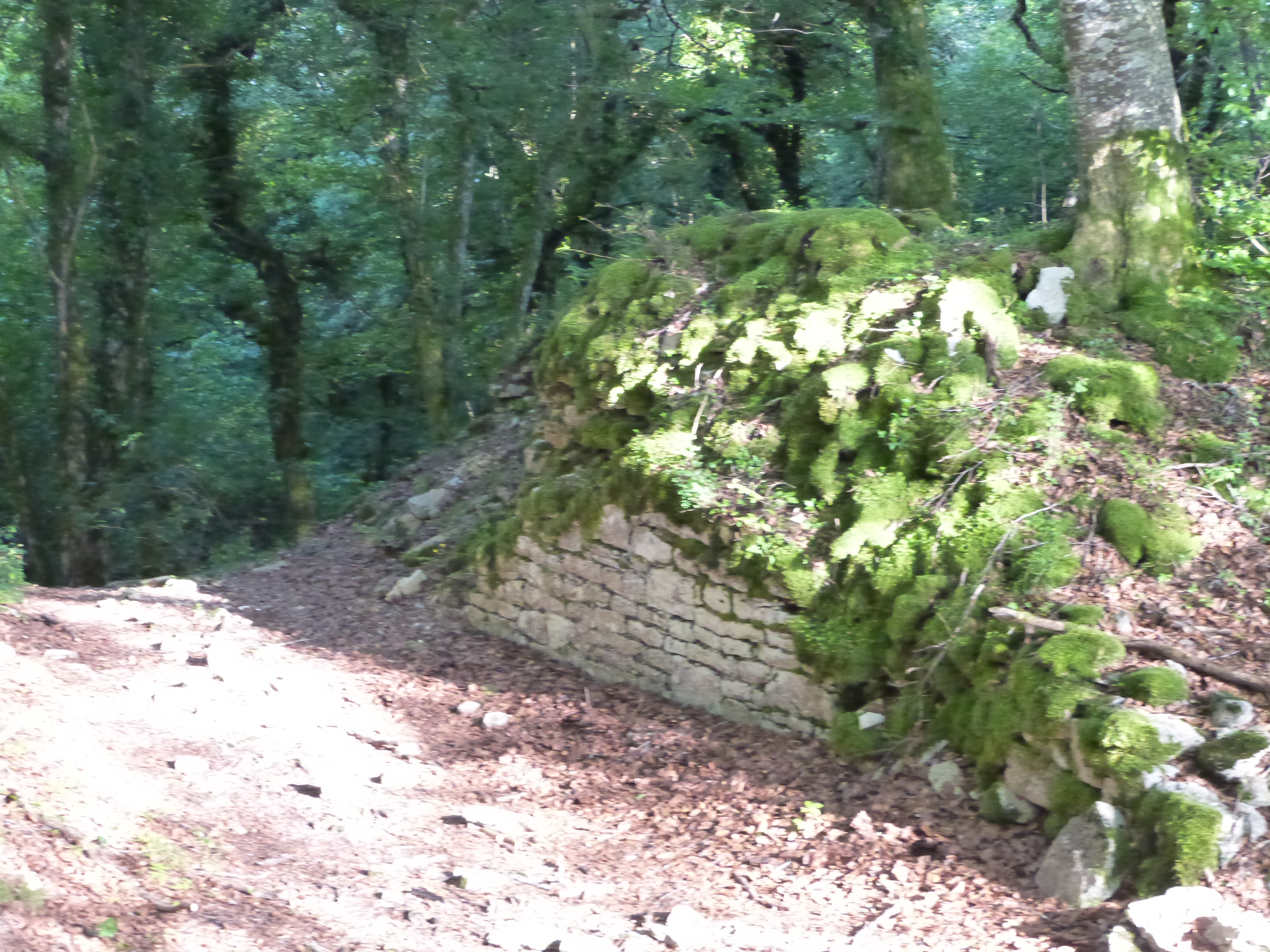
Ruines du Château de Binans
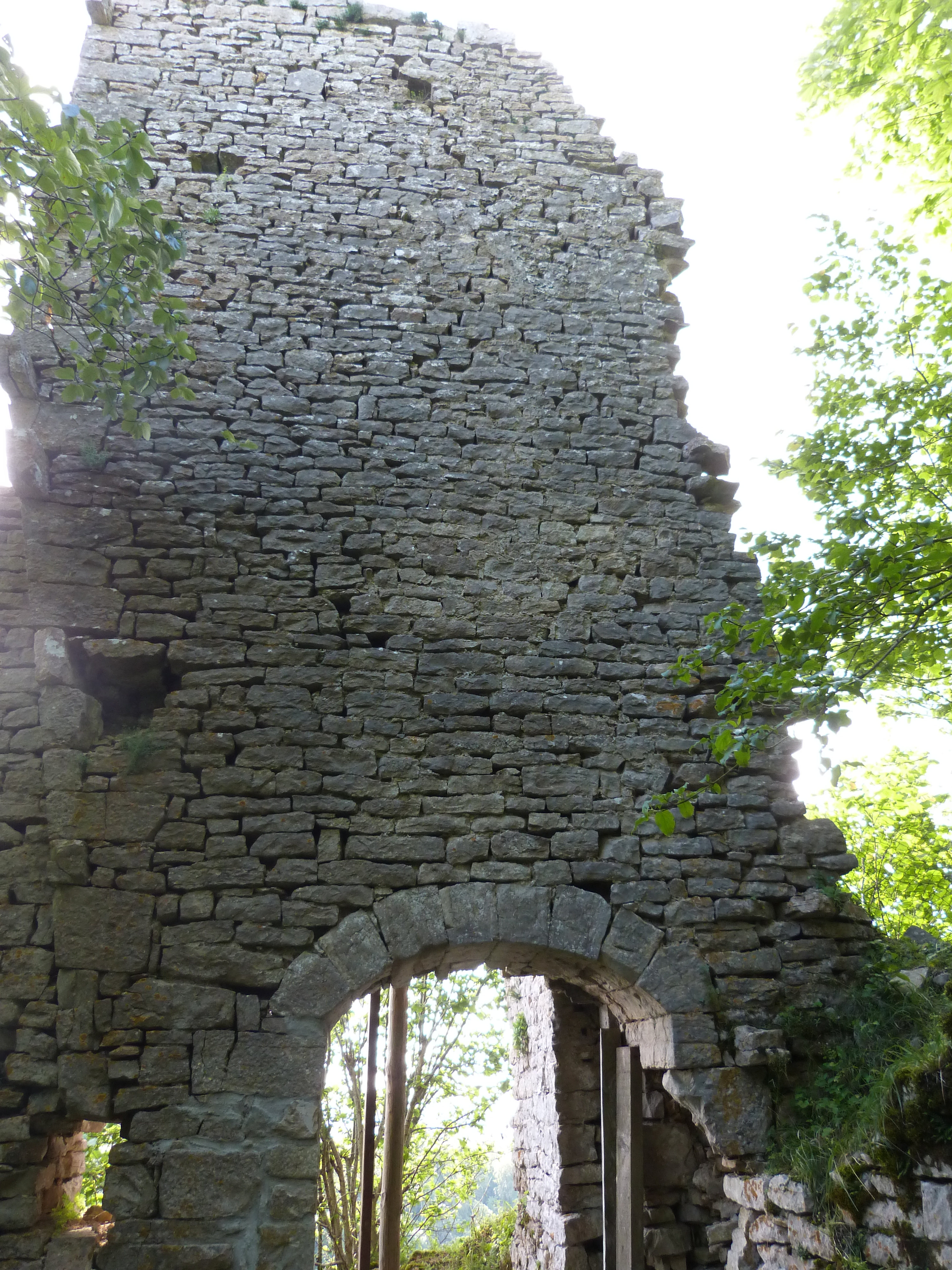
Ruines du Château de Binans